# Marquis de Jonquière

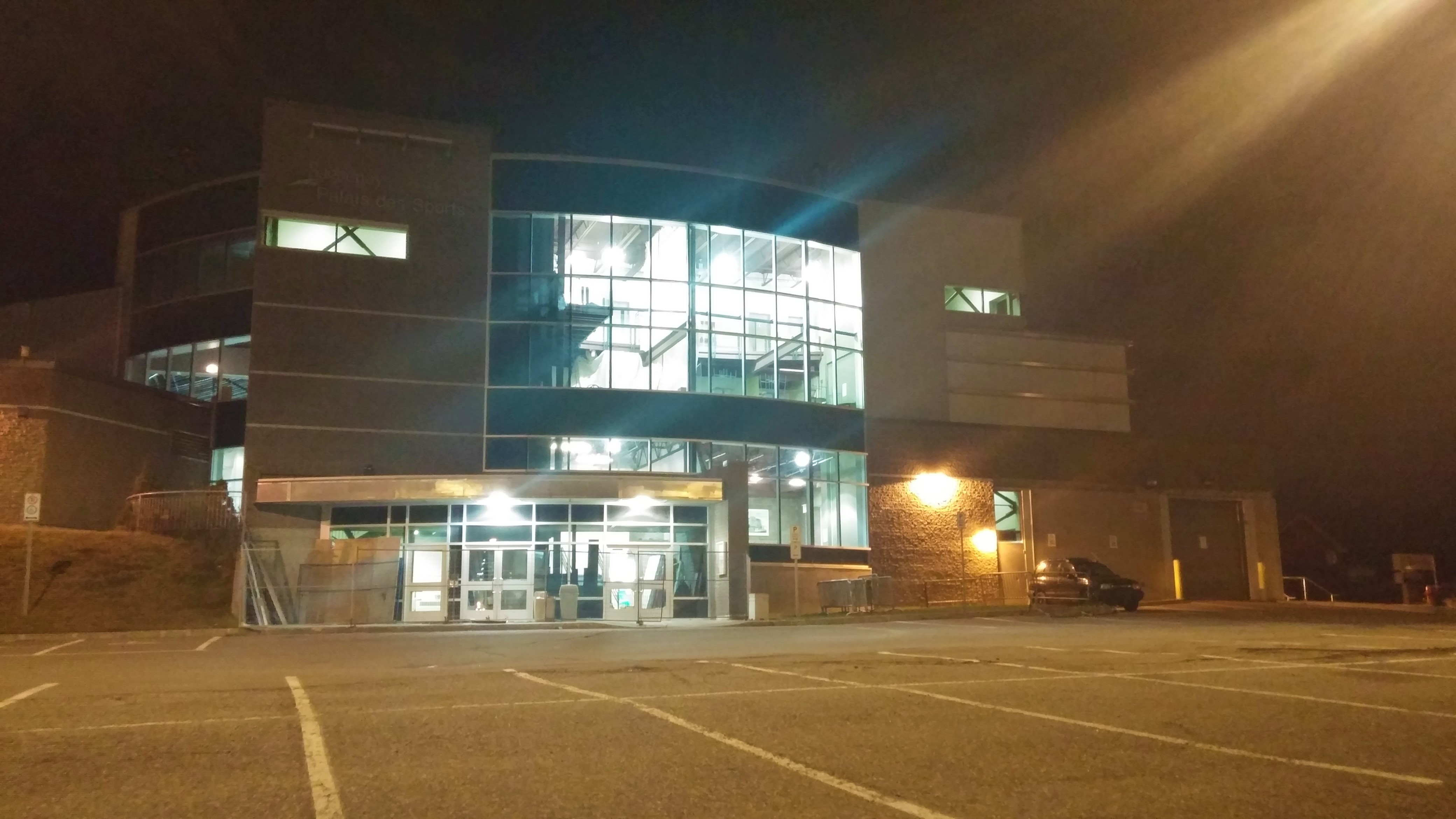
A csapat jégcsarnoka, a Palais des Sports

A Marquis de Jonquière kanadai jégkorongcsapat a québeci Saguenay Jonquière kerületéből. A csapat a Ligue nord-américaine de hockey (LNAH) bajnokságban játszik a 2008-09-es szezontól kezdve.

## Története
A Marquis de Jonquière jogelődje a Saint-Lin-Laurentides Gladiateurs volt.

## Statisztikák
| Főszezon | Főszezon | Főszezon | Főszezon | Főszezon | Főszezon | Főszezon | Főszezon | Főszezon | Rájátszás                                    | Rájátszás                                       | Rájátszás                                     | Rájátszás |
| Szezon   | LM       | GY       | GY. H.   | V. H.    | V        | G        | P        | Helyezés | Nyolcaddöntő                                 | Negyeddöntő                                     | Elődöntő                                      | Döntő     |
| -------- | -------- | -------- | -------- | -------- | -------- | -------- | -------- | -------- | -------------------------------------------- | ----------------------------------------------- | --------------------------------------------- | --------- |
| 2022–23  | 36       | 14       | 4        | 9        | 9        | 151-147  | 45       | 3.       | -                                            | Győzelem 3L ellen (4-0)                         | Vereség Assurancia ellen (4-0)                | -         |
| 2023–24  | 36       | 15       | 4        | 4        | 13       | 125-129  | 42       | 3.       | Győzelem a 3L de Rivière-du-Loup ellen (3-2) | -                                               | Vereség az Assurancia de Thetford ellen (2-4) | -         |
| 2024–25  | 36       | 12       | 3        | 2        | 19       | 153:161  | 32       | 7.       | -                                            | Vereség az Éperviers de Sorel-Tracy ellen (3-4) | -                                             | -         |

## Híres játékosok
- Patrick Boileau
- Garrett Burnett
- Patrick Côté
- David Gosselin
- Eric Lecompte
- Guillaume Lefebvre
- François Leroux
- Olivier Michaud
- Nathan Perrott
- Christian Proulx